# Asclepias cordifolia
Asclepias cordifolia là một loài thực vật có hoa trong họ La bố ma. Loài này được (Benth.) Jeps. mô tả khoa học đầu tiên năm 1901.